# النساء في الحرب الأهلية النيبالية
كانت النساء إحدى الجماعات البارزة التي انخرطت في الحركة الماوية أثناء الحرب الأهلية النيبالية. وتشير الحرب الأهلية النيبالية إلى حركة التمرد العنيفة التي حدثت بين عامي 1996 و2006 . وقاد التمرد الحزب الشيوعي النيبالي الذي عرف باسم «ماوي»، أو اختصارًا بـ«ح.ش.ن» وكان هدفه تأسيس جمهورية شعبية وإنهاء الحكم الملكي النيبالي. وفي هذا التوقيت قُتل ما يزيد عن 13 ألف مدني وموظف عمومي ونزح ما يقرب من 200 ألف شخص كما تعرض آخرين للتعذيب والابتزاز والترهيب. ورغم أن غالبية متمردي الحركة من الرجال، زعم الحزب الماوي أن ما يزيد عن 40% من مقاتليهم -والبالغ عددهم 19 ألف- كانوا من النساء.  وكان ينظر للأمر باعتباره خطوة غير مسبوقة خلال هذا الوقت، خاصة وأن النساء كُنّ ممنوعات من القتال في الجيش النيبالي حتى عام 2003.

## أسباب المشاركة
استطاع الحزب الشيوعي النيبالي استقطاب مزيد من الدعم بسبب عقيدته بشكل رئيسي. حيث كان ينادي بالمساواة في التعامل مع كل الأشخاص بغض النظر عن الفروق في النوع والعرق والإقليم والطبقة الاجتماعية. وكانت هذه الرسالة مختلفة كليًا عن النظرة السائدة في المجتمع النيبالي والقائم على نظام إقطاعي وطبقي.
ظلم النساء اقتصاديًا
كان نظام المجتمع النيبالي حتى عام 2008 يعتمد على الإقطاع، حيثُ سيطر عليه الإنتاج الريفي. وكان هذا يعني أن الدولة وكذلك النبلاء المحليين من ذوي النفوذ يستطيعون التحكم في الأملاك التي يتحصل عليها المواطنون مما يضر جماعات كبيرة في نيبال. ووفقًا لمنظمة «الإعمار القروي -نيبال» غير الربحية، امتلك 50% من الأسر 6.6% من الأراضي، بينما استحوذ 9% من ملاك الأراضي على 47% من الأرض. وهذا التوزيع المختل للأراضي أدى إلى ارتفاع معدلات الفقر في البلاد حيث لم يمتلك المواطنون الأراضي الكافية لتحقيق الاكتفاء الذاتي، وعلاوة على ذلك تم استغلالهم بدفع معدلات فوائد عالية عند الاقتراض من المقرضين المحليين ووكالات الإقراض الحكومي. ورغم عرقلة هذا النظام الإقطاعي للتقدم الاقتصادي في كثير من المجتمعات بنيبال، كانت النساء، خاصة، ضحايا لهذا النظام. فالعلاقة السلطوية لنظام حيازة الأراضي أعاقت الحراك الاقتصادي النسائي في نيبال لفترة طويلة، حيث مُنِعت النساء من إرث الأراضي وبالتالي حُرمن من حقهن في تملك أراضي مثل نظرائهن من الرجال. يُضاف لهذه الإتاحة غير المتساوية في تملك الأراضي حقيقة أخرى وهي أن أكثر من 90% من النساء العاملات في 2001 كن يشتغلن في قطاع الزراعة، وكُلفت الغالبية منهن بالعمل الصعب بصورة جائرة، كما يُدفع لهن أقل من نصف ما يُدفع لنظرائهن من الرجال. وكانت أحد الأهداف الرئيسية للحزب الماوي اقتلاع النظام الإقطاعي الذي استمر طويلًا في نيبال، مما زاد من جاذبية الحركة لدى الجماعات الأكثر حرمانًا مثل النساء القرويات.
ظلم النساء اجتماعيًا
وفقًا لأحد القيادات النسائية الكبرى بالحزب الماوي، كوماردا بارفاتي،  «فالظلم الاجتماعي للنساء في نيبال مترسخ بقوة في البلاد بدعم من الديانة الهندوسية، والتي تؤيد الحكم الإقطاعي البراهمي القائم على نظام الطبقات، والذي يحتقر النساء مقارنة بالرجال.» وكدولة ديانتها الرسمية الهندوسية، فمعتقد مثل نظام الطبقات يلعب دورًا هامًا في تفسير الحياة الاجتماعية للمواطنين النيباليين. حيثٌ يشار إلى البراهمة باعتبارهم النبلاء وهم في أعلى التصنيف الاجتماعي بينما يوصف «المنبوذون» بإنهم أدنى الأعضاء في نظام الطبقات. وتضررت النساء خصوصًا من نظام الطبقات حيث صُوِرت باعتبارها أداة للإنجاب فقط. وحصر هذا من دور النساء في كونها زوجة أو أم. وكانت النساء من طبقة «المنبوذين» هن الأكثر ضعفًا حيث لم ينظر إليهن باعتبارهن في أٌقل منزلة لكونهن نساء فقط بل تم استغلالهن بسبب طبقتهن الاجتماعية. فكان محظورًا على النساء المنبوذين دخول المعابد ولمس الطعام في التجمعات ودخول الأماكن العامة التي تحتوي مصادر للمياه. وبالإضافة إلى هذه الفروق التي خلقها نظام الطبقات الاجتماعية، فالنساء النيباليات تتضررن بمنهجية بفعل عبء المهر. حيث يحث النظام على أن تعطي عائلة العروس ممتلكات أو ثروة لعائلة العريس لضمان حدوث رباط الزواج. وتسبب هذا النظام في التمييز ضد النساء بالمجتمع النيبالي حيث شهدت العائلات القروية معدلات مرتفعة لإسقاط الأجنة الإناث لإن تكلفة إنجاب طفلة يعد مرتفعًا جدًا مقارنة بفوائدها. وكنتيجة لهذه الضغوط الاجتماعية على النساء، لم يكن من المفاجئ أن تجد حركة الحزب الماوي المُركِزة على المساواة بين الجنسين قبولًا لدى النساء.

## الأدوار
خلال الحرب الشعبية حصلت النساء في نيبال للمرة الأولى على فرصة للمشاركة على قدم المساواة مثل الرجال. فأصبحت النساء محاربات، وظهرت أمثلة بارزة كـ (كومرادي بارفاتي) والتي ترقت لرتبة قائد في الحركة الماوية. وأخذت النساء الأخريات أدورًا مثل التمريض للجنود الجرحى وسعاة البريد ومنظِمات ومروجات للدعاية وناشطات وحتى عاملات تجسس. وكانت لمشاركة النساء كناشطات وعاملات في التجسس تأثير كبير على القضية الماوية بنيبال. فالنظرة التقليدية  للمجتمع النيبالي للنساء بوصفهن ربات بيوت ساعدت الناشطات الإناث وعاملات التجسس في الوصول إلى أماكن جديدة بسهولة وتعبئة جماهير من المواطنين بطريقة لم يستطع الأعضاء الرجال تحقيقها.

## شخصيات بارزة
النساء الآتي ذكرهن مثالًا لبعض المشاركة النسائية في الحركة الماوية.
- ديلميا يونجان: أول امرأة مقاتلة تنضم إلى الحركة الماوية، وقُتلت أثناء إشعال قنبلة خلال الاشتباك المسلح مع الشرطة في بيتهان.
- كامالا بهاتا: رئيس رابطة كل النساء النيبالية في جوركها. وهذه المنظمة كانت مسؤولة عن تدريب واستقدام النساء النيباليات في الحركة. تعرضت كامالا للاغتصاب والقتل من قبل قوات الشرطة في جوركها.
- ديفي كهادكا: ناشطة بارزة أثناء الحرب الشعبية. وقبل انخراطها في الحركة الماوية احتجزت شرطة مقاطعة دولكها ديفي واغتصبت مرات عدة من قبل الشرطيين لرفضها التوقيع على شهادة وفاة أخيها والذي كان محتجزًا في ذلك الوقت. أصبحت الآن نائبًا في البرلمان عن الحزب الماوي في نيبال.
- بيندي تشاولاجي: هي امرأة نيبالية محلية كانت داعمة للحركة وساعدت في إمداد المتمردين بالطعام باستمرار. وعندما اكتُشفت علاقتها بالحركة الماوية تعرضت للتعذيب على أيدي قوات الشرطة وكانت حبلى في ذلك الوقت. وأدى هذا إلى ولادتها المبكرة لطفلها وموته وموت الأم ذاتها بعد أيام قليلة.
- . لالي روكا: عاملة في مجال الصحة وناشطة ارتبطت بالمقاتلين الماويين في مقاطعة رولبا. وأطلقت الشرطة النار عليها وقُتلت لدورها في مساعدة الحركة.
- هيسيلا يامي: وهي ابنة المقاتل النيبالي الشهير (دهارما راتنا يامي). تعد هيسيلا واحدة من أكثر القيادات النسائية المعروفة في الحركة الماوية. وفي عام 1995 أصبحت رئيس رابطة كل النساء النيباليات وذلك لمدة عامين. وهي الآن عضو اللجنة المركزية بالحزب الشيوعي لنيبال.

## عدد الضحايا والمشاركات من النساء
وفقا لمنظمة INSEC وهي منظمة متخصصة في قضايا حقوق الإنسان بنيبال. بلغ عدد الضحايا من النساء 1665 من بين القتلى البالغ عددهم 15026 شخص (وهو ما يقدر بحوالي 11% من ضحايا الحرب الشعبية). وتظهر مجموعة البيانات حركية العنف ضد النساء بشكل غير متكافء للغاية. فالقوات الحكومية كانت مسؤولة عن 85% من حالات القتل. ورغم أن بيانات أعضاء الحركة الماوية لا تختلف كثيرًا عن بيانات المدنيين المستقلين، اعترفت الحركة الماوية بإدراجها لعدد كبير من النساء خلال الحرب الشعبية. وقدرت عدد من الدراسات التي أجرتها منظمات مثل معهد نيبال لحقوق الإنسان والباحثين مثل سيرا تامانج وسونال سينات وإدوارد ميلز وأدهيكاري المشاركة النسائية في الحركة الماوية خلال الحرب الشعبية بين 30 و50%. لكن هذه النتائج تتباين مع التقديرات الأكثر تحديثًا والصادرة عن الأمم المتحدة حيث أوضحت أن 24% من المقاتلين في جيش التحرير الشعبي التابع للحركة الماوية كن من النساء. وهذا الاختلاف في التقديرات ربما يرجع إلى كون كثير من النساء المشاركات في الحركة لم يشاركن بالضرورة في المعارك.

## الآثار وإعادة الإدماج
تضمن شعار الحرب الشعبية إعلانات من أجل حياة أفضل للمواطنين النيباليين وبالأخص النساء. وعلى الرغم من ذلك فكثير من النساء اللواتي حملن السلاح وحاربن من أجل القضية الماوية واجهن بعد ذلك إيذاءًا ثنائيًا حيث كان عليهن إعادة الاندماج في نيبال ما بعد الحرب. وعلى سبيل المثال وصفت المقاتلة السابقة في الحزب الماوي راتشنا شاهي الوضع بعد نهاية الحرب الشعبية قائلة أن «عائلتها لم تتقبلها وكان المجتمع ينظر لها بكراهية». كانت عملية الاندماج في ما بعد الحرب صعبة؛ خاصة للنساء المقاتلات اللواتي واجهن جمود الأدوار التقليدية لكلا الجنسين في المجتمع النيبالي. وألقت جوديث بيتيجريو وسارا شنيديرمان الضوء في بحثهما على ذلك الأمر حيث وصفا المشاعر السلبية جدًا ضد النساء المشاركات في الحركة الماوية بإنها نابعة من استهجان لتجاهل هؤلاء النساء للواجبات الأنثوية مثل العفة والأمومة خلال الصراع. وتعزز الاستثناء الاجتماعي للمشاركة النسائية في الحركة الماوية عن طريق عدم إدراك كثير من المسؤولين في تنظيم برامج إعادة الإدماج بعد الحرب لجهود النساء في الحرب الشعبية وبالتالي فشلهم في تنفيذ مبادرات شاملة للجنسين. بالإضافة إلى الوصم الملحق بهن لدورهن كنساء في الحرب الشعبية، كان عليهن مواجهة الآثار الأكبر المتمثلة في العودة إلى الوظائف والعلاقات التقليدية بعد قضاء ما يقرب من العقد في الحرب. وكانت هذه الآثار أكثر وضوحًا في جهود إعادة الإعمار الاقتصادية، حيث أصبحت مهارات كثيرة للمقاتلين والمشاركين الآخرين في الحركة بالية مقارنة بالتطورات التكنولوجية والآلية، أو تغيرت تلك المهارات جذريًا مما تطلب منهم تدريبًا قاسيًا والبدء من جديد في مسارهم الوظيفي.